# Monocosmoecus obtusus
Monocosmoecus obtusus är en nattsländeart som beskrevs av Schmid 1957. Monocosmoecus obtusus ingår i släktet Monocosmoecus och familjen husmasknattsländor. Inga underarter finns listade i Catalogue of Life.